# Mienzielinsk
Mienzielinsk (także Mienzielińsk, Menzelińsk, ros. Мензелинск, tatar. Минзәлә)  – miasto w Rosji, w Tatarstanie, centrum administracyjne rejonu mienzielińskiego.

## Geografia
Miasto położone na lewym brzegu Mienzieli przy ujściu tej rzeki do Ik, 292 km na wschód od Kazania.

## Historia
Według monografii historyka W. Witiewskiego miasto zostało założone w 1584 jako ostróg (forteca) na prośbę Baszkirów do obrony przed atakami Nogajów i Kałmuków.
W XVII wieku fort został rozbudowany i stał się jedną z najpotężniejszych fortyfikacji na linii Kamy.
W XVIII wieku znalazł się w centrum  tatarsko-baszkirskiego powstania, związanego z wojną chłopską prowadzoną przez Jemieliana Pugaczowa.
W latach 1735–1742  był siedzibą tzw. Komisji Baszkirskiej. W roku 1736 wystawiono twierdzę.
23 października 1781 na mocy ukazu Katarzyny II Mienzielinsk stał się miastem powiatowym namiestnictwa ufijskiego. 8 czerwca 1782 cesarzowa nadała miastu herb. W kolejnych latach zmieniała się przynależność administracyjna Mienzielinska – od 12 grudnia 1796 był częścią guberni orenburskiej, a od 5 maja 1865 – ufijskiej.
Przed rewolucją mieszkańcy zajmowali się rolnictwem, łowiectwem, rybołówstwem, tkactwem, krawiectwem. Działały tu młyny, fabryka zapałek i mleczarnia. Pod koniec XIX wieku ludności miasta liczyła 6500 osób.
14 listopada 1917 r. w Mienzielinsku proklamowano władzę sowiecką. W kolejnych latach miasto stało się areną wojny domowej pomiędzy siłami białych a Armią Czerwoną. 17 maja 1919 zostało zajęte przez oddziały bolszewickiej 28 Dywizji Strzelców pod dowództwem Voldemārsa Āziņša.
Od 1920 roku Mienzielinsk stał się centrum kantonu mienzielinskiego Tatarskiej ASRR, a od 10 sierpnia 1930 centrum rejonu mienzielińskiego.
Ze względu na trudną sytuację na linii obrony Moskwy pod koniec 1941 roku z małej podmoskiewskiej wsi Bolszewo ewakuowano do Mienzielinska Moskiewską Szkołę Inżynierów Wojskowych. Jednak już w 1942 r. instytucja powróciła do pierwotnej siedziby.

## Demografia
Zmiany liczby ludności od 2 połowy XIX wieku:
| Rok  | Liczba mieszkańców |
| ---- | ------------------ |
| 1856 | 4700               |
| 1897 | 7500               |
| 1913 | 10 100             |
| 1926 | 7500               |
| 1931 | 7400               |
| 1959 | 11 810             |
| 1967 | 16 000             |
| 1970 | 15 868             |
| 1979 | 16 683             |
| 1989 | 15 223             |

| Rok  | Liczba mieszkańców |
| ---- | ------------------ |
| 1992 | 15 200             |
| 2000 | 15 400             |
| 2001 | 15 200             |
| 2002 | 16 730             |
| 2005 | 16 500             |
| 2006 | 16 300             |
| 2010 | 16 476             |
| 2011 | 16 500             |
| 2012 | 16 594             |
| 2013 | 16 903             |

Według spisu z 2010 r. 49,3% mieszkańców stanowili Rosjanie, a 46,8 Tatarzy.

## Gospodarka
W Mienzielinsku działają zakłady obsługi i naprawy maszyn rolniczych (m.in. zakład remontowo-mechaniczny, stacja maszynowo-traktorowa). Funkcjonuje też przemysł spożywczy: filia Tatspirtpromu (przemysł spirytusowy), zakład produkcji soków i wód mineralnych, mleczarnia, a także gospodarka leśna. 

## Sport
Ważniejsze obiekty sportowe:
- kompleks sportowy „Jubilejnyj” (duże i małe baseny, kręgielnia, hala sportowa), zbudowany z okazji jubileuszu 225-lecia miasta
- kompleks sportowy „Junost´” (kryte lodowisko, kort tenisowy, bilard, tenis stołowy)
- Aeroklub „Mienzielinsk” (skoki spadochronowe)

Od 1 do 5 sierpnia 2010 r. na lotnisku Mienzielinsk odbywały się Mistrzostwa Świata w Spadochroniarstwie.

## Media
Wydawana jest gazeta lokalna „Mienzielia” (tatar. Минзәлә, ros. Мензеля) w języku tatarskim i rosyjskim.

## Ludzie związani z Mienzielinskiem
- Rustam Tariko (ur. 1961[9]) – urodzony w Mienzielinsku rosyjski przedsiębiorca, zwany „królem wódki”[10], zajmujący 39. miejsce na liście 100 najbogatszych ludzi Europy Środkowej i Wschodniej 2008 tygodnika „Wprost”[11]
- Wasilij Gordow (1896–1950) – generał pułkownik pochodzący z pobliskiej wsi Matwiejewka
- Boris Nikolski (1900–1990) – fizykochemik pochodzący z pobliskiej wsi Matwiejewka, współtwórca równania Nikolskiego-Eisenmana
- Hamit Zübeyir Koşay(inne języki) (1897–1984) – turecki archeolog pochodzący z pobliskiej wsi Sarajły-Min (dziś Tilenkçi Tamak w rejonie tukajewskim)
- Małgorzata (Gunaronuło) – igumeni monasteru św. Eliasza w Mienzielinsku, rozstrzelana w 1918 r. przez bolszewików

W okresie II wojny światowej w Mienzielinsku przebywali Jerzy i Irena Sztachelscy, wcieleni następnie do 16 Litewskiej Dywizji Strzeleckiej.